# Чезсоча
Чезсоча (словен. Čezsoča, итал. Oltresonzia) је насељено место у општини Бовец, Горишка регија, Словенија.

## Историја
До територијалне реорганизације у Словенији била је у саставу старе општине Толмин.

## Становништво
У попису становништва из 2011. године, Чесоча је имала 343 становника.
| Број становника према пописима | Број становника према пописима | Број становника према пописима |
| ------------------------------ | ------------------------------ | ------------------------------ |
| 1991                           | 2002                           | 2011                           |
| 330                            | 317                            | 343                            |

## Галерија
- детаљ
- река Соча
- сеоске куће
- сеоско домаћинство
- пут
- ноћ у националном парку Триглав
- детаљ